# Simeon K. Wolfe

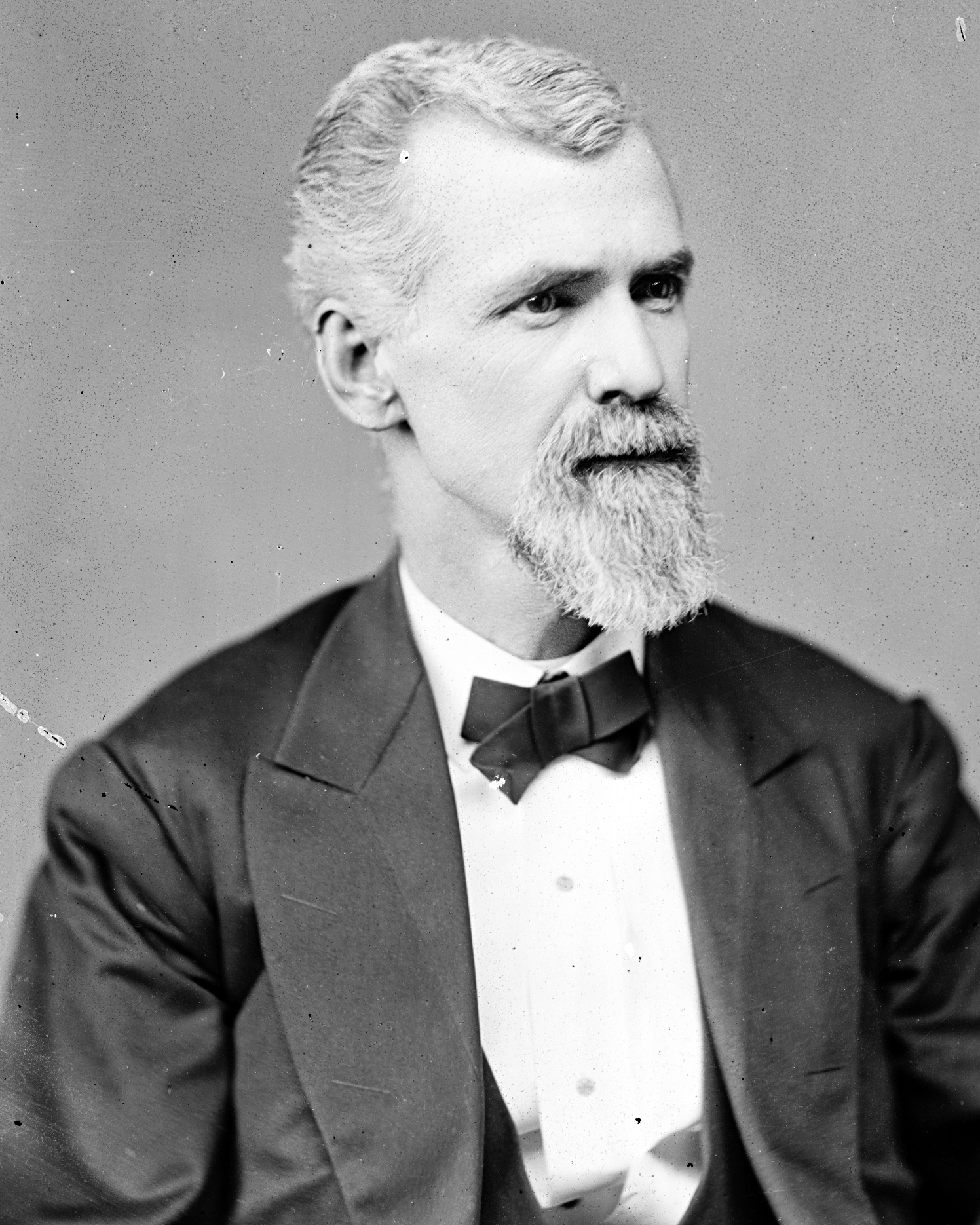
Simeon K. Wolfe

Simeon Kalfius Wolfe (* 14. Februar 1824 bei Georgetown, Floyd County, Indiana; † 18. November 1888 in New Albany, Indiana) war ein US-amerikanischer Politiker. Zwischen 1873 und 1875 vertrat er den Bundesstaat Indiana im US-Repräsentantenhaus.

## Werdegang
Simeon Wolfe besuchte die öffentlichen Schulen seiner Heimat. Nach einem anschließenden Jurastudium an der Indiana University in Bloomington und seiner im Jahr 1850 erfolgten Zulassung als Rechtsanwalt begann er in Corydon in diesem Beruf zu arbeiten. In dieser Stadt gab er zwischen 1857 und 1865 auch die Zeitung „Corydon Democrat“ heraus. 
Politisch war Wolfe Mitglied der Demokratischen Partei. Von 1860 bis 1864 gehörte er dem Senat von Indiana an. Im Jahr 1860 war er Delegierter zu beiden Democratic National Conventions, die in Charleston und Baltimore abgehalten wurden. Seit 1870 lebte Wolfe in New Albany, wo er weiter als Anwalt tätig war.
Bei den Kongresswahlen des Jahres 1872 wurde er im zweiten Wahlbezirk von Indiana in das US-Repräsentantenhaus in Washington, D.C. gewählt, wo er am 4. März 1873 die Nachfolge von Michael C. Kerr antrat. Da er im Jahr 1874 auf eine weitere Kandidatur verzichtete, konnte er bis zum 3. März 1875 nur eine Legislaturperiode im Kongress absolvieren. Nach seinem Ausscheiden aus dem US-Repräsentantenhaus praktizierte Wolfe wieder als Anwalt. Zwischen 1880 und 1884 amtierte er als Bezirksrichter im Floyd County und im Clark County. Er starb am 18. November 1888 in New Albany, wo er auch beigesetzt wurde.